# Monaco au Concours Eurovision de la chanson 1960
Monaco a participé au Concours Eurovision de la chanson 1960, alors appelé le « Grand prix Eurovision de la chanson européenne 1960 », à Londres, au Royaume-Uni. C'est la 2e participation de Monaco au Concours Eurovision de la chanson.
Le pays est représenté par François Deguelt et la chanson Ce soir-là, sélectionnés en interne par Télé Monte-Carlo.

## Sélection
Le radiodiffuseur monégasque, Télé Monte-Carlo, choisit l'artiste et la chanson en interne pour représenter Monaco au Concours Eurovision de la chanson 1960.
Lors de cette sélection, c'est François Deguelt et la chanson Ce soir-là, écrite par Pierre Dorsey et composée par Hubert Giraud avec Raymond Lefèvre comme chef d'orchestre, qui furent choisis.

## À l'Eurovision
Chaque pays avait un jury de dix personnes. Chaque membre du jury pouvait donner un point à sa chanson préférée.

### Points attribués par Monaco
| 5 points | France           |
| 2 points | Allemagne Italie |
| 1 point  | Royaume-Uni      |

### Points attribués à Monaco
| 10 points | 9 points | 8 points | 7 points    | 6 points                            |
| --------- | -------- | -------- | ----------- | ----------------------------------- |
|           |          |          | - Allemagne |                                     |
| 5 points  | 4 points | 3 points | 2 points    | 1 point                             |
|           |          | - France | - Danemark  | - Luxembourg - Royaume-Uni - Suisse |

François Deguelt interprète Ce soir-là en 8e position, après l'Autriche et avant la Suisse. Au terme du vote final, Monaco termine 3e sur 13 pays, recevant 15 points.